# ساقة الجيش

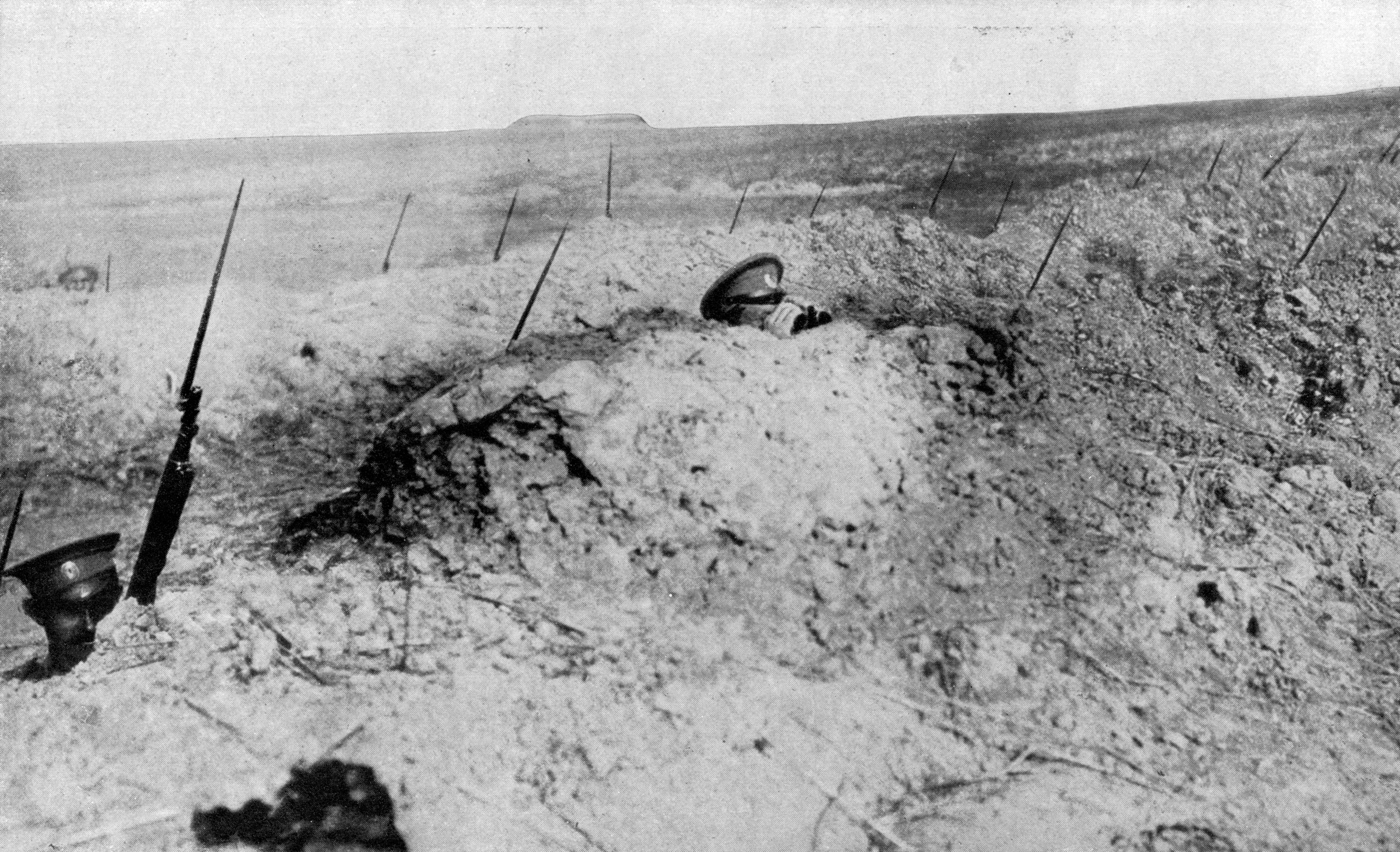

الساقة معناها الأصلي مؤخرة الجيش، ولها في إفريقية في حكم الموحدين والمرينين والأسر البربرية الأخرى معنى خاص، إنه في الحقيقة مؤخرة الجيش، غير أن هذه المؤخرة يقودها السلطان نفسه، وهي تتألف من أمراء الأسرة المالكة وأكابر رجال البلاط وحرسه الخاص. وتقام خيمهم في المعسكر خلف خيمته، فإذاركب فرسه تبعته الساقة حيثما يذهب في السلم وفي الحرب. وهم يملكون ميزة امتلاك الطبول والأعلام التي منعها السلطان عن غيرهم من فرق الجيش، ولهم ميزان خاص في المملكة. والجيش يتألف من الميمنة والميسرة والمقدمة والمؤخرة.